# Lymania globosa
Lymania globosa är en gräsväxtart som beskrevs av Elton Martinez Carvalho Leme. Lymania globosa ingår i släktet Lymania och familjen Bromeliaceae. Inga underarter finns listade i Catalogue of Life.